# 石上将馬
石上 将馬（いしがみ しょうま、2002年3月30日 - ）は、鳥取県出身のサッカー選手。ポジションは、ミッドフィールダー（MF）。

## 来歴
ガイナーレ鳥取のアカデミー出身。2019年3月、トップチームに2種登録され、同月31日のJ3第4節・カターレ富山戦でJリーグデビューした。同年5月5日、J3第8節・福島ユナイテッドFC戦で後半アディショナルタイムに決勝点を挙げ、Jリーグ初得点を記録した。
2020年から大阪経済大学に進学。
2025年からYonago Genki SCに加入。

## 所属クラブ
- 南部SSS
- ガイナーレ鳥取U-15
- ガイナーレ鳥取U-18（米子松蔭高等学校）
  - 2019年3月 - 12月  ガイナーレ鳥取（2種登録選手）
- 大阪経済大学
- 2024年 L.tatio
- 2025年 - Yonago Genki SC

## 個人成績
| 国内大会個人成績 | 国内大会個人成績 | 国内大会個人成績 | 国内大会個人成績 | 国内大会個人成績 | 国内大会個人成績 | 国内大会個人成績 | 国内大会個人成績 | 国内大会個人成績 | 国内大会個人成績 | 国内大会個人成績 | 国内大会個人成績 |
| 年度             | クラブ           | 背番号           | リーグ           | リーグ戦         | リーグ戦         | リーグ杯         | リーグ杯         | オープン杯       | オープン杯       | 期間通算         | 期間通算         |
| 年度             | クラブ           | 背番号           | リーグ           | 出場             | 得点             | 出場             | 得点             | 出場             | 得点             | 出場             | 得点             |
| 日本             | 日本             | 日本             | 日本             | リーグ戦         | リーグ戦         | リーグ杯         | リーグ杯         | 天皇杯           | 天皇杯           | 期間通算         | 期間通算         |
| ---------------- | ---------------- | ---------------- | ---------------- | ---------------- | ---------------- | ---------------- | ---------------- | ---------------- | ---------------- | ---------------- | ---------------- |
| 2019             | 鳥取             | 32               | J3               | 3                | 1                | -                | -                | 1                | 0                | 4                | 1                |
| 通算             | 日本             | 日本             | J3               | 3                | 1                | -                | -                | 1                | 0                | 4                | 1                |
| 総通算           | 総通算           | 総通算           | 総通算           | 3                | 1                | -                | -                | 1                | 0                | 4                | 1                |

- 2019年は2種登録選手

出場歴
- Jリーグ初出場 - 2019年3月31日 J3第4節 vsカターレ富山（チュウブYAJINスタジアム）
- Jリーグ初得点 - 2019年5月5日 J3第8節 vs福島ユナイテッドFC（とうほう・みんなのスタジアム）